# سید محمدحسین لواسانی
سید محمدحسین لواسانی (زاده ۱۳۱۶ در قم) دیپلمات اهل ایران و معاون وزیر امور خارجه، مدیر کل سیاسی عربی و آفریقا و سفیر ایران در ترکیه و اولین سفیر ایران در کانادا بوده‌است.

## گفتگو با صدام حسین
لواسانی به عنوان عضو تیم مذاکره کنندهٔ ایران، روز ۱۰ شهریور ۱۳۵۸ در حاشیه اجلاس سران جنبش عدم تعهد در هاوانا، کوبا، با صدام حسین، رئیس‌جمهور وقت عراق دیدار و گفتگو کرد.
نشریات وقت محورهای دیدار و گفتگوی دیپلمات‌های ایرانی با صدام را پیرامون مسائل مربوط به خوزستان، کردستان و تبلیغات مطبوعاتی دو کشور عنوان کردند و به نقل از ابراهیم یزدی وزیر امورخارجه دولت موقت و سرپرست تیم مذاکره‌کننده ایران، نوشتند فضای حاکم بر کنفرانس و صراحت در بیان مسائل از جانب دو کشور رضایت‌بخش و این دیدار، سازنده بوده‌است. این دیدار با وساطت و درخواست رئیس‌جمهور الجزایر در ویلای محل اقامت صدام صورت گرفت. علاوه بر صدام حسین، سفیر عراق در سازمان ملل متحد و سعدون حمادی وزیر امور خارجه عراق نیز حضور داشتند. از ایران علاوه بر لواسانی، آقایان دکتر ابراهیم یزدی، دکتر منصور فرهنگ و یک نفر دیگر از اعضای هیئت شرکت داشتند. ابراهیم یزدی ۳۵ سال پس از این دیدار، در مهر ۱۳۹۳ برای نخستین بار متن کامل مذاکرات با صدام را منتشر کرد.

## سوابق شغلی
سوابق شغلی به ترتیب تقدم و تأخر تاریخی:
1. سفیر ایران در ترکیه (۱۳۷۶–۱۳۸۰)
2. سفیر ایران در کانادا (۱۳۶۹–۱۳۷۴)
3. معاون امور بین‌المللی وزیر امور خارجه (۱۳۶۷–۱۳۶۸)
4. مدیرکل سیاسی عربی و آفریقا وزارت امور خارجه (۱۳۶۰–۱۳۶۷)
5. مشاور کاردار در سفارت ایران در آمریکا (۱۳ بهمن ۱۳۵۷ تا ۱۳۵۹/۱/۲۰ زمان قطع روابط ایران و آمریکا)